# Legendary (album de Z-Ro)
Pour les articles homonymes, voir Legendary.
Albums de Z-Ro
Drankin & Drivin
(2016)
Legendary est le dix-neuvième album studio de Z-Ro, sorti le 11 novembre 2016.

## Liste des titres
| No  | Titre                             | Durée |
| --- | --------------------------------- | ----- |
| 1.  | Never Wrote                       | 3:52  |
| 2.  | Og                                | 4:29  |
| 3.  | Drank & Smoke                     | 4:02  |
| 4.  | My Time                           | 4:03  |
| 5.  | I Know                            | 3:30  |
| 6.  | Ain't No Love                     | 4:10  |
| 7.  | I Can (featuring Mike D)          | 4:23  |
| 8.  | Skrewed Up                        | 5:10  |
| 9.  | I'm Good                          | 4:11  |
| 10. | It's Ok (featuring Just Brittany) | 3:36  |
| 11. | One Deep 4 Life                   | 5:39  |
| 12. | Out His Mind                      | 4:57  |
| 13. | Thru the City                     | 5:13  |
| 14. | Dome, Kush, and Codeine           | 3:53  |
| 15. | Come with Me                      | 4:51  |